# تشيريمخوفو
تشيريمخوفو (بالروسية: Черемхово) هي إحدى مدن روسيا في الكيان الفدرالي الروسي إركوتسك أوبلاست.